# Colina Baile

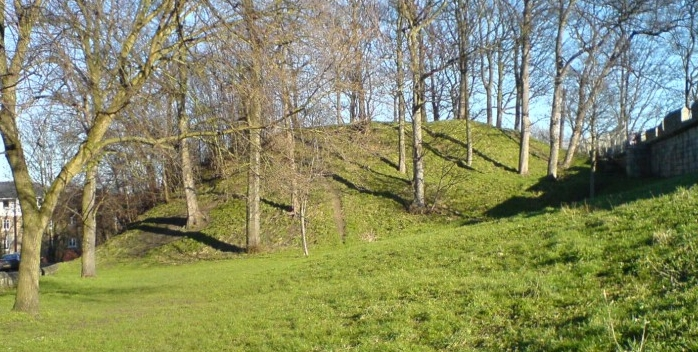
Colina Baile.

Colina Baile é um monte de terra feito pelo homem em Iorque, Inglaterra. É o recurso que resta do que foi conhecido como a Velha Baile.
As origens do Colina Baile datam de 1068. Tendo apreendido Iorque naquele ano, Guilherme, o Conquistador, construiu um castelo no lado sul da cidade perto do rio Ouse. Então, como uma resposta a uma rebelião no ano seguinte, um segundo castelo foi construído no lado oposto do rio. Não há nenhuma evidência clara sobre qual desses castelos foi construído, mas geralmente pensasse que o único foi o que ficava no local do Castelo depois de Iorque no lado leste do rio, seguido pela Velha Baile, no lado oeste.
Como suas contrapartes opostas, a Velha Baile era uma colina do tipo mota e muralha. A mota era de aproximadamente 12 metros de altura e 66 metros de diâmetro, e era cercada por uma grande vala. Uma escadaria levava a uma estrutura de madeira no topo, que era cercada por uma cerca, também de madeira. O pátio ficava ao norte-oeste da mota e era retangular. Em torno de seu perímetro ficava uma muralha de terra e uma vala externa.
O castelo, acredita-se, não estava em uso regular por muito tempo. Até o século XIII estava nas mãos do Arcebispo de Iorque e em 1322 o arcebispo Melton concordou em defendê-la em tempos de guerra. Por volta de 1340 parte da muralha da cidade tinha sido construída ao longo dos lados do sudeste e sudoeste da Velho Baile, incorporando as muralhas e valas existentes, no entanto, essas defesas eram raramente postas em uso. A única ocasião notável foi o cerco de Iorque em 1644 durante a Guerra Civil, quando a Colina Baile foi usada como uma deposição de armas monarquistas. Além de que, no entanto, a Colina Baile foi utilizada principalmente para atividades de pastagem e de recreação, particularmente tiro com arco durante o período medieval.
Hoje, a Colina Baile está na junção da Baile Hill Terrace and Cromwell Road. A única outra evidência visível do antigo castelo são duas ligeiras quedas na muralha da parede da cidade, uma ao lado da Colina Baile e outra perto da Victoria Bar, que indicam a localização da antiga vala. Casas construídas durante a década de 1880 cobriram o resto da Velha Baile.